# Sistema Nacional de Bibliotecas (SINABI)

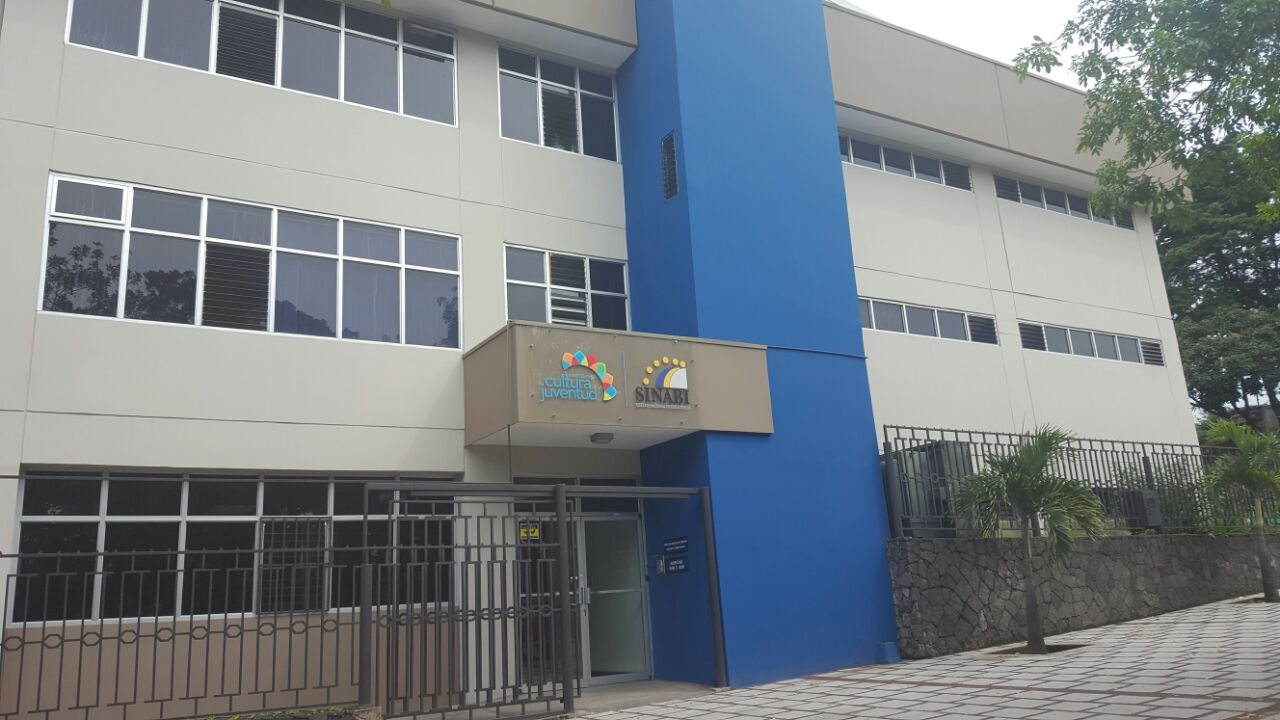
SINABI

El Sistema Nacional de Bibliotecas (SINABI) es una entidad perteneciente al Ministerio de Cultura y Juventud de Costa Rica. El SINABI está constituido por una red de 61 bibliotecas distribuidas en todo el país: 60 bibliotecas públicas y la Biblioteca Nacional Miguel Obregón Lizano. Además está conformado por una Dirección General, la Dirección de Bibliotecas Pública, con unidades de apoyo como la Unidad Administrativa y Financiera, la Unidad Técnica, la Unidad de Automatización, el Taller de Restauración y Conservación, la Unidad de Construcción y Mantenimiento y el Archivo Central, todos en su conjunto y mediante un trabajo en equipo posibilitan la labor institucional. 
El origen histórico del Sistema Nacional de Bibliotecas se remonta a 1890 cuando se abrieron al público las bibliotecas de Alajuela, Heredia, Cartago, San Ramón y la Biblioteca Nacional de Costa Rica (creada en 1888). A partir de ese momento, se estableció la Dirección General de Bibliotecas, se redactó el Reglamento de Bibliotecas por iniciativa y labor de Miguel Obregón Lizano (Acuerdo CXCVII, 18-4-1890).  A partir del año 2000 se oficializó como Sistema Nacional de Bibliotecas mediante Decreto n.º 23382-C del 13 de enero de 2000.
El Sistema Nacional de Bibliotecas cuenta con los servicios que brinda la Fonoteca Nacional (física y virtual), el Bibliobús y una biblioteca virtual; además, publica el catálogo nacional y administra las Agencias ISBN y ISSN, que se encarga de gestionar con los autores y editores lo pertinente a la producción intelectual.

## Biblioteca Nacional Miguel Obregón Lizano
La Biblioteca Nacional Miguel Obregón Lizano es depositaria del acervo bibliográfico, cultural, científico que se ha producido en el país desde el siglo XVII, y otros recursos documentales de Costa Rica.
Esta entidad se originó en el año 1890 por iniciativa de su fundador y Benemérito de la Patria Miguel Obregón Lizano, de quien se le confirió su nombre a la Biblioteca Nacional de Costa Rica.

## Dirección de Bibliotecas Públicas
La Dirección de Bibliotecas Públicas, del Sistema Nacional de Bibliotecas,  ejecuta todos los procedimientos administrativos internos necesarios para dotar a las bibliotecas de insumos óptimos para su labor diaria.  Lleva a cabo las coordinaciones pertinentes  con diferentes actores sociales (Municipalidades, Asociaciones, Fundaciones, entre otros) para la labor que se emprenda en cada una de las Bibliotecas Públicas del SINABI. Es un trabajo constante y de seguimiento diario, cuyo fin es atender la demanda de las comunidades para el mejoramiento de todos los procesos, entre ellos, construcción y mantenimiento  de las bibliotecas que conforman el Sistema. Cada acción de esta Dirección va encaminada  a una evolución positiva de la “misión” y “visión” del Sistema Nacional de Bibliotecas del Ministerio de Cultura y Juventud.
Las Bibliotecas públicas como centros de información bibliográfica y extensión cultural ponen a disposición de los ciudadanos (as) las obras más representativas del conocimiento universal, desarrollan una labor de promoción al hábito de la lectura y difusión de la información de carácter recreativo, informativo y educativo.  Son  entidades que proveen información y acceso al conocimiento de la comunidad, sin ningún tipo de discriminación de usuarios. Como objetivo general, permite a los distintos grupos etarios: niñez, juventud, personas adultas y personas adultas mayores, el acceso a los recursos documentales por diversos tipos de soportes.
Por su creación administrativa, las bibliotecas públicas en Costa Rica, se conciben en oficiales y semioficiales. Las bibliotecas públicas oficiales son aquellas cuya administración y mantenimiento recae en el SINABI-Ministerio de Cultura y Juventud.  Las bibliotecas públicas semioficiales creadas por decreto 11987-C del 17 de marzo de 1981, son administradas mediante la firma de un convenio entre el SINABI-Ministerio de Cultura y Juventud, las municipalidades, las asociaciones de desarrollo comunal, las fundaciones o cualquier otra organización interesada.  
La Dirección de Bibliotecas Públicas cuenta con un Bibliobús, que presta sus servicios de extensión bibliotecaria y promoción de la lectura en las comunidades, que por su condición tienen menos oportunidades de acceso a la información y no cuentan con una biblioteca pública. 
El 13 de enero de 2000, mediante el Decreto N° 23382-C, el Sistema Nacional de Bibliotecas (SINABI) se constituye como un programa del Ministerio de Cultura y Juventud, al cual están adscritas las Bibliotecas públicas costarricenses ubicadas en las 7 provincias del país, como se detalla a continuación:
- Provincia de San José

- Biblioteca Pública de Aserrí
- Biblioteca Pública de  Ciudad Colón
- Biblioteca Pública de Curridabat
- Biblioteca Pública de Desamparados
- Biblioteca Pública de Goicoechea
- Biblioteca Pública de Hatillo
- Biblioteca Pública de Montes de Oca
- Biblioteca Pública de Moravia
- Biblioteca Pública de Pérez Zeledón
- Biblioteca Pública de Puriscal
- Biblioteca Pública de San Gabriel de Aserrí
- Biblioteca Pública de Santa Ana
- Biblioteca Pública de Tibás
-Biblioteca Pública de Tarrazú
- Provincia de Alajuela

-Biblioteca Pública de Aguas Zarcas (Centro Cívico por la Paz)
- Biblioteca Pública de Alajuela
- Biblioteca Pública de Atenas
- Biblioteca Pública de Ciudad Quesada, San Carlos
- Biblioteca Pública de Grecia
- Biblioteca Pública de Naranjo
- Biblioteca Pública de Palmares
- Biblioteca Pública de Pital, San Carlos
- Biblioteca Pública de San Ramón
- Biblioteca Pública de San Mateo
- Biblioteca Pública de Poás
-  Biblioteca Pública de San Rafael de Poás
- Biblioteca Pública de Sarchí Norte
- Biblioteca Pública de Upala
- Biblioteca Pública de Zaragoza
- Provincia de Heredia

-Biblioteca Pública de Guararí (Centro Cívico por la Paz)
- Biblioteca Pública de Heredia
- Biblioteca Pública de Paracito
- Biblioteca Pública de San Joaquín
- Biblioteca Pública de San Pablo
- Biblioteca Pública de Santa Bárbara
-Biblioteca Pública de Chilamate (Centro de Aprendizaje para la Conservación de Sarapiquí)
- Provincia de Guanacaste

- Biblioteca Pública de Liberia
- Biblioteca Pública de Santa Cruz
- Biblioteca Pública de Bagaces
- Biblioteca Pública de Cañas
- Biblioteca Pública de Filadelfia
- Biblioteca Pública de Hojancha
- Biblioteca Pública de La Cruz
- Biblioteca Pública de Nicoya
- Biblioteca Pública de Nosara
- Biblioteca Pública de Tilarán
- Provincia de Limón

- Biblioteca Pública de Limón
- Biblioteca Pública de Matina
- Biblioteca Pública de Siquirres
- Provincia de Puntarenas

- Biblioteca Pública de Puntarenas
- Biblioteca Pública de Esparza
- Biblioteca Pública de Golfito
-Biblioteca Pública de Jicaral, Lepanto
-Biblioteca Pública de Garabito (Centro Cívico por la Paz)
- Provincia de Cartago

- Biblioteca Pública de Cartago
- Biblioteca de Paraíso
- Biblioteca Pública de Cot
- Biblioteca Pública de Juan Viñas
- Biblioteca Pública de Tres Ríos
- Biblioteca Pública de Turrialba

## Servicios
Las Bibliotecas públicas satisfacen las necesidades de la comunidad por medio de servicios y la información idónea para sus tareas, también brindan a los usuarios equipos multimedia e imparten diversos talleres para todas las edades, desde niños, jóvenes y personas adultas mayores.
El Bibliobús  recorre  los lugares de Costa Rica que no tiene una biblioteca o se encuentra en una distancia considerable; principalmente está dirigida a los niños ya que contiene una gama de materiales para ellos como juegos lúdicos, recursos didácticos, libros de cuentos, novelas clásicas, enciclopedias o audiovisuales.
En el Sistema Nacional de Bibliotecas está la Fonoteca Nacional que contiene la producción musical costarricense que preserva la música de compositores e intérpretes del folclor nacional y de música generada en el país y se encuentra en soportes físicos como virtuales.
Por medio de la página web del SINABI se visualiza una Biblioteca digital que contiene un abanico de libros costarricenses virtuales, periódicos, mapas, fotografías, revistas, cuentos y otros recursos multimedia. Brinda servicios a los usuarios de consulta, acceso al catálogo público con el material bibliográfico y coordina las visitas guiadas a la biblioteca. Además, el SINABI tramita las solicitudes de autores y editores para adquirir la codificación del ISBN o ISSN para la producción intelectual costarricense, ya que por Decreto de Ley 33893-C se deben asignar estos códigos a los libros o revistas producidos en Costa Rica.